# Nowaja (rejon mieżdurieczeński)
Nowaja (ros. Новая) – wieś w Rosji, w rejonie mieżdurieczeńskim obwodu wołogodzkiego. W 2010 r. liczyła 33 mieszkańców.